# Toni Seligrat
José Antonio Seligrat Bernal, más conocido como Toni Seligrat (Torrente, Valencia, España, 20 de octubre de 1968) es un entrenador de fútbol español que actualmente dirige al CD Lugo de la Primera Federación.

## Trayectoria
Empezaría su carrera profesional dirigiendo al UD Alcampell de categorías amateur, para llegar al CD Teruel de Tercera División en la temporada 2003-2004. Más tarde, se marcharía al fútbol balear en el que estuvo tres años en Menorca, el primero como técnico del At. Ciudadela en Tercera División, donde cuajó una buena temporada y los dos posteriores con el Sporting Mahonés, la primera temporada quedando cuarto en la clasificación y logrando disputar la fase de ascenso a Segunda División contra el Girona FC y la temporada 2006-2007, quedando en la 13.ª posición.
Más tarde, se marchó como segundo entrenador al Aris Salónica FC en el que formaría parte durante una temporada del personal técnico de un histórico de la liga griega que disputaría Primera División y Copa de la UEFA.
En 2010 volvería a su tierra natal para entrenar al CF Gandía primero y más tarde al Olímpic de Xàtiva, ambos en Segunda División B de España.
Más tarde, se convertiría en un entrenador con gran experiencia contrastada en el fútbol español. Dirigió al Club Lleida Esportiu durante la temporada 2012-13 en la que finalizó cuarto del grupo segundo, pero no pudo superar el "play-off" de ascenso a Segunda. La temporada siguiente lo dejó en segunda posición pero tampoco pudo superar la fase eliminatoria de ascenso. Con dos ascensos sin conseguir, el equipo leridano prescindió de sus servicios y el Huracán Valencia lo contrató.
En la temporada 2014-15 en las filas del Huracán de Valencia repitió la hazaña del año anterior y lo dejó segundo del Grupo III de Segunda B, aunque tampoco pudo culminar el ascenso. En la temporada 2015-16, Seligrat vio cómo el Huracán Valencia acababa desapareciendo por problemas económicos.
La campaña siguiente fichó por el CD Alcoyano y volvió a conseguir la segunda posición en el grupo tercero de Segunda B. Con estos buenos números en el banquillo, a pesar de no conseguir superar nunca la fase de ascenso, el CE Sabadell decidió ficharlo la temporada 2017-18, y Seligrat dejó el equipo catalán en la duodécima posición.
La temporada 2018-19 sería la peor del entrenador valenciano, que sufrió la primera destitución como entrenador por malos resultados.
En noviembre de 2019, se anunció su contratación por el Gimnàstic de Tarragona de la Segunda División B de España para dirigir al equipo grana hasta el final de la temporada 2019-2020, sustituyendo a Xavier Bartolo, tras su descenso a la Segunda División B de España la temporada anterior.
El 12 de mayo de 2021, deja de ser entrenador del Gimnàstic de Tarragona tras una temporada y media en el cargo. Durante los 18 meses, Toni consiguió 17 victorias, 11 empates y 15 partidos perdidos en 43 partidos contando Segunda B y Copa del Rey.
El 18 de junio de 2021, se convierte en entrenador del Deportivo Alavés B de la Tercera División RFEF. El 20 de mayo de 2022, tras el ascenso del filial albiazul a la Segunda División RFEF, Toni no seguiría al frente del "miniglorias".
El 28 de diciembre de 2022, se anunció su contratación por parte del Club Lleida Esportiu de la Segunda Federación.
El 2 de febrero de 2023, se desliga del Club Lleida Esportiu, para ser segundo entrenador de Voro en el Valencia CF de la Primera División de España.
El 22 de enero de 2025, Toni Seligrat llega al CD Lugo, para ser el primer entrenador del equipo gallego que juega en la Primera Federación.

## Clubes

### Como entrenador
| Club                                      | País   | Año           |
| ----------------------------------------- | ------ | ------------- |
| UD Alcampell                              | España | 2002-2003     |
| CD Teruel                                 | España | 2003-2004     |
| Peña Ciudadela                            | España | 2004-2005     |
| Club de Fútbol Sporting Mahonés           | España | 2005-2007     |
| Aris Salónica Fútbol Club (2º entrenador) | Grecia | 2007-2008     |
| CF Gandía                                 | España | 2010-2011     |
| Olímpic de Xàtiva                         | España | 2011-2012     |
| Club Lleida Esportiu                      | España | 2012-2014     |
| Huracán Valencia Club de Fútbol           | España | 2015-2016     |
| CD Alcoyano                               | España | 2016-2017     |
| CE Sabadell                               | España | 2017-2019     |
| Gimnàstic de Tarragona                    | España | 2019-2021     |
| Deportivo Alavés B                        | España | 2021-2022     |
| Club Lleida Esportiu                      | España | 2022-2023     |
| Valencia CF (2º entrenador)               | España | 2023-2024     |
| CD Lugo                                   | España | 2025-presente |